# Кубок КОНКАКАФ
Кубок КОНКАКАФ (англ. CONCACAF Cup) — футбольний турнір серед чоловічих футбольних збірних країн, що визначає представника від зони КОНКАКАФ на Кубку конфедерацій.

## Історія
Протягом довгого періоду головний турнір серед збірних КОНКАКАФ, Золотий кубок КОНКАКАФ відбувається раз на два роки, а оскільки Кубок конфедерацій проходить раз на чотири роки, то на нього кваліфікувався тільки переможець турніру, що проходив безпосередньо перед Кубком конфедерацій. Це, в свою чергу, знижувало престиж попереднього турніру, на який могли заявлятись не найсильніші гравці передових збірних. Для підняття престижу обох турнірів у КОНКАКАФ вирішили створити додатковий турнір, у якому б зіграли між собою переможці обох Золотих кубків і в очній зустрічі визначили представника на Кубку конфедерацій. У разі перемоги однієї збірної на обох турнірах, матч Кубка КОНКАКАФ не проводитиметься.
Вперше про турнір було оголошено 5 квітня 2013 року, а саме змагання відбулося у 2015 році. Турнір проходив в Сполучених Штатах і був зіграний на стадіоні «Роуз Боул», Пасадена. Мексика в додатковий час здолала господарів турніру американців 3:2 і стала першим чемпіоном Кубка КОНКАКАФ.

## Статистика
| Рік             | Господар |            | Фінал      | Фінал    | Фінал |
| Рік             | Господар | Переможець | Рахунок    | Фіналіст |       |
| 2015 Детальніше | США      | Мексика    | 3–2 (д.ч.) | США      |       |
| 2019 Детальніше |          |            |            |          |       |